# Bajmut
Bajmut (en ucraniano: Бахмут; en ruso: Бахмут) también conocida como Artémivsk (en ucraniano: Артемівськ; en ruso: Артёмовск, romanizado: Artiómovsk)  es una ciudad ucraniana perteneciente al óblast de Donetsk. Situada en el este del país, en la orilla del río Bajmuta, sirve como centro administrativo del raión de Bajmut y centro del municipio homónimo. Entre 1924 y 2016, se denominó oficialmente Artémivsk. En 2016, cambió su denominación a la original, de acuerdo con las leyes de descomunización de Ucrania.

## Toponimia
Bajmut (Бахмут) es el nombre tradicional de la población, de origen incierto. Según el historiador ucraniano Igor Rassoja en su libro El hogar ancestral de los Rus (en ucraniano: Прародина Русов), la palabra podría derivar de la forma túrquica de nombrar al río  haciendo una construcción entre buk, que habría pasado al ucraniano como bak («haya(s)») y met («tener») quedando como Bukmet («que tiene hayas») que en la forma vernácula habría acabado como Bajmut. El registro del nombre Bajmut aparece documentado por primera vez en 1571.
El nombre soviético de Artémivsk (Артемівськ), o en ruso Artiómovsk (Артёмовск), por el que fue conocida la ciudad durante gran parte del siglo XX y hasta el año 2016 tras la aprobación de las leyes de descomunización de Ucrania, se debía al líder bolchevique ruso Fiódor Serguéyev, conocido como camarada Artiom (Артём) que luchó contra el Estado Ucraniano.
Desde 2016, mantiene oficialmente el nombre de Bajmut; pero a partir la invasión rusa de Ucrania de 2022, con el reconocimiento de la Federación de Rusia de la autoproclamada República Popular de Donetsk y su posterior anexión a Rusia, las autoridades del Kremlin se refieren a la ciudad como Artiómovsk, recuperando el nombre soviético de la misma y transliterándolo desde el ruso en vez de desde el ucraniano. Tan solo Rusia reconoce y utiliza oficialmente ese nombre al igual que su autoridad sobre el territorio ucraniano ocupado.

## Geografía
Bajmut se encuentra en la orilla del río Bajmutka, un afluente del río Donéts, en la meseta de la cordillera de Donets. Se encuentra a 89 km de la capital del óblast, Donetsk.

### Clima
La ciudad tiene un clima continental templado, cuyos promedios se pueden ver en la siguiente tabla
| Parámetros climáticos promedio de Bajmut (1981–2010) | Parámetros climáticos promedio de Bajmut (1981–2010) | Parámetros climáticos promedio de Bajmut (1981–2010) | Parámetros climáticos promedio de Bajmut (1981–2010) | Parámetros climáticos promedio de Bajmut (1981–2010) | Parámetros climáticos promedio de Bajmut (1981–2010) | Parámetros climáticos promedio de Bajmut (1981–2010) | Parámetros climáticos promedio de Bajmut (1981–2010) | Parámetros climáticos promedio de Bajmut (1981–2010) | Parámetros climáticos promedio de Bajmut (1981–2010) | Parámetros climáticos promedio de Bajmut (1981–2010) | Parámetros climáticos promedio de Bajmut (1981–2010) | Parámetros climáticos promedio de Bajmut (1981–2010) | Parámetros climáticos promedio de Bajmut (1981–2010) |
| Mes                                                  | Ene.                                                 | Feb.                                                 | Mar.                                                 | Abr.                                                 | May.                                                 | Jun.                                                 | Jul.                                                 | Ago.                                                 | Sep.                                                 | Oct.                                                 | Nov.                                                 | Dic.                                                 | Anual                                                |
| ---------------------------------------------------- | ---------------------------------------------------- | ---------------------------------------------------- | ---------------------------------------------------- | ---------------------------------------------------- | ---------------------------------------------------- | ---------------------------------------------------- | ---------------------------------------------------- | ---------------------------------------------------- | ---------------------------------------------------- | ---------------------------------------------------- | ---------------------------------------------------- | ---------------------------------------------------- | ---------------------------------------------------- |
| Temp. máx. media (°C)                                | -0.9                                                 | 0.2                                                  | 6.2                                                  | 15.7                                                 | 22.3                                                 | 26.3                                                 | 28.5                                                 | 28.2                                                 | 21.8                                                 | 13.9                                                 | 5.2                                                  | 0.1                                                  | 14.0                                                 |
| Temp. media (°C)                                     | -4.0                                                 | -3.9                                                 | 1.7                                                  | 9.6                                                  | 15.6                                                 | 19.7                                                 | 21.8                                                 | 20.8                                                 | 14.9                                                 | 8.4                                                  | 1.8                                                  | -2.7                                                 | 8.6                                                  |
| Temp. mín. media (°C)                                | -6.9                                                 | -7.4                                                 | -2.4                                                 | 3.9                                                  | 8.8                                                  | 13.1                                                 | 15.1                                                 | 13.6                                                 | 8.8                                                  | 3.7                                                  | -1.4                                                 | -5.6                                                 | 3.6                                                  |
| Precipitación total (mm)                             | 44.9                                                 | 38.8                                                 | 37.1                                                 | 39.7                                                 | 44.7                                                 | 64.1                                                 | 57.6                                                 | 37.1                                                 | 48.0                                                 | 39.3                                                 | 43.7                                                 | 46.4                                                 | 541.4                                                |
| Días de precipitaciones (≥ 1.0 mm)                   | 9.0                                                  | 7.8                                                  | 8.3                                                  | 7.0                                                  | 7.0                                                  | 8.7                                                  | 7.0                                                  | 4.6                                                  | 6.8                                                  | 5.4                                                  | 7.5                                                  | 8.9                                                  | 88.0                                                 |
| Humedad relativa (%)                                 | 82.2                                                 | 80.5                                                 | 76.4                                                 | 66.2                                                 | 63.0                                                 | 66.0                                                 | 65.0                                                 | 62.8                                                 | 69.2                                                 | 76.1                                                 | 83.7                                                 | 84.0                                                 | 72.9                                                 |
| Fuente: World Meteorological Organization            |                                                      |                                                      |                                                      |                                                      |                                                      |                                                      |                                                      |                                                      |                                                      |                                                      |                                                      |                                                      |                                                      |

## Historia

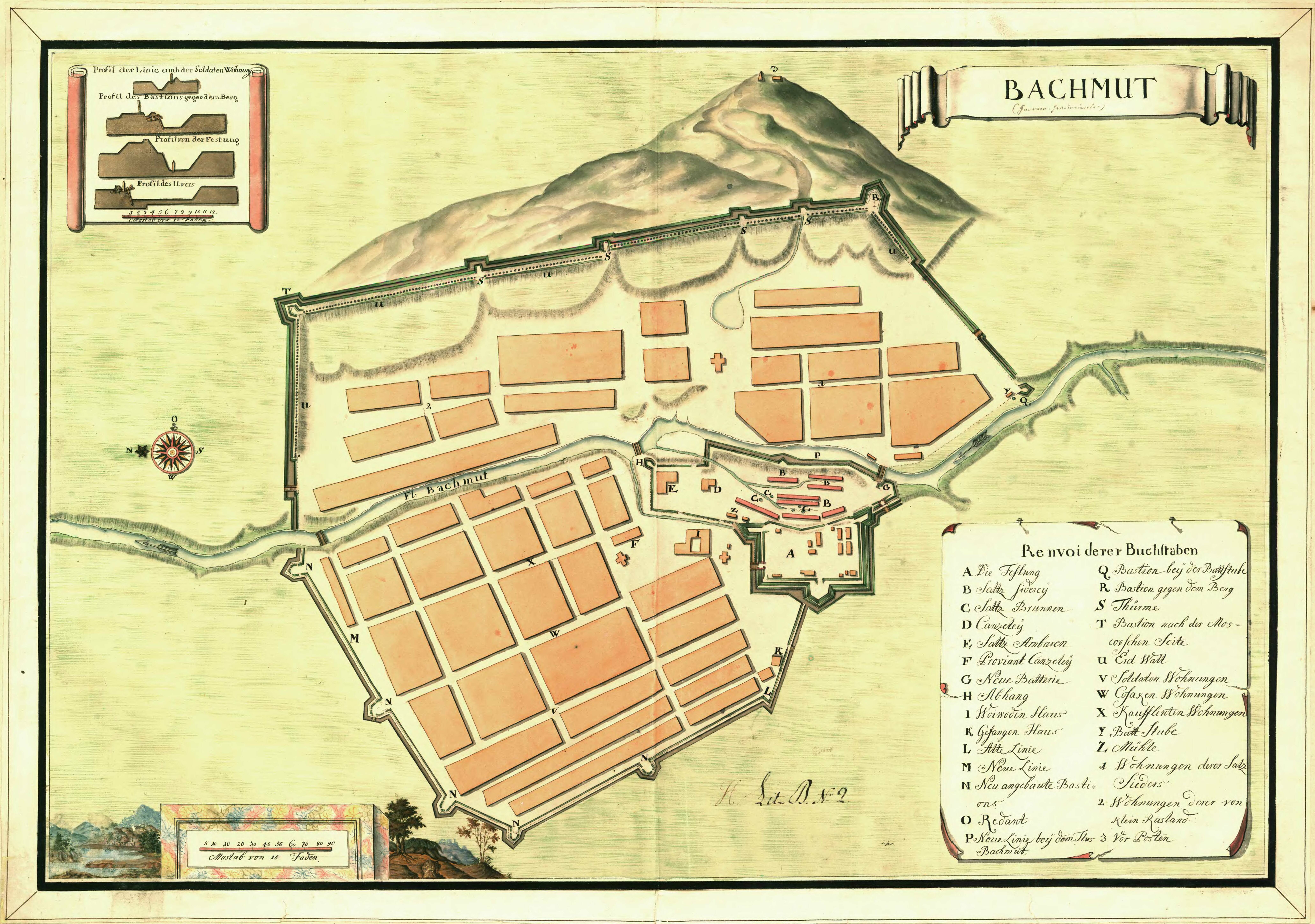
Mapa histórico de la ciudad y sus fortificaciones

Bajmut fue fundada en 1571 como un puesto de vigilancia fronterizo sobre el río Bajmutka en una zona bajo influencia del kanato de Crimea que Iván el Terrible tomó para el Zarato moscovita con el fin de fortificar una frontera contra las razias tártaras en Europa Oriental. Más adelante, con el declive del kanato de Crimea y de la Horda de Nogái, el puesto fronterizo de Bajmut fue transformado en una villa fortificada. En 1701, Pedro I ordenó construir una fortaleza que luego convirtió en ostrog. La fortaleza terminada en 1703 fue la base de la ciudad que se desarrolló posteriormente. En 1704, Pedro I emitió un ukaz permitiendo a los cosacos establecerse en Bajmut.
En el otoño de 1705, un destacamento de cosacos liderados por el atamán Kondrati Bulavin ocupó las salinas de Bajmut, iniciando la que más tarde se convirtió en la Rebelión de Bulavin, Bulavin mantuvo el control de la ciudad hasta el 7 de marzo de 1708, cuando fue capturado por las tropas gubernamentales. Desde 1708 hasta el 22 de abril de 1725, Bajmut estuvo incluido en la gobernación de Azov y el 29 de mayo de 1719 se convirtió en el centro administrativo de la provincia de Bajmut dentro de esa gobernación. El 30 de septiembre de 1732, en la ciudad fue construida y consagrada la iglesia de la Intercesión. Desde 1753 hasta 1764, fue el centro administrativo del territorio de Eslavoserbia, creado por la Rusia Imperial y habitado por colonos procedentes de Serbia y otros países de religión cristiana ortodoxa.
En 1783, Bajmut recibió el estatus de ciudad, dentro de la gobernación de Yekaterinoslav. Había 29 pozos de producción de la sal, se fabricaba ladrillos, velas, jabón y vivían 1700 personas. Bajmut se convirtió en un centro comercial con 150 tiendas, un hospital, tres escuelas, dos colegios privados y una escuela dominical para los hijos de los trabajadores. En 1875, se inauguró el acueducto. Se celebraban las fiestas del 12 de julio, día de los apóstoles Pedro y Pablo y del 21 de septiembre, día de la Natividad de la Virgen.
El 25 de enero de 1851, la ciudad se convirtió en un municipio, con Vasili I. Pershin como alcalde. En 1876, en la cuenca del Bajmutka se descubrieron grandes yacimientos de sal de roca, y aumentó rápidamente el número de minas y pozos. En 1874, el mercader I.P. Skamaranga inaugura una planta de producción de sal, que dio 2 millones de libras de sal por año. Desde 1879, diversas empresas públicas empiezan a construir las minas de sal. La producción de sal ha alcanzado el 12% de Rusia.
Después de la construcción del ferrocarril Járkov-Bajmut-Popásnaya se establecieron empresas productoras de alabastro, yeso, ladrillo, azulejo y refrescos. A principios del siglo XX, comenzó a desarrollarse la metalurgia. En 1900, cuando se pavimentaron las calles, la ciudad tenía 76 pequeñas empresas industriales, que empleaban 1078 trabajadores y cuatro minas de sal con 874 trabajadores. En 1913, había dos hospitales con 210 camas, cuatro escuelas secundarias y dos de formación profesional, seis escuelas de clase única, cuatro escuelas parroquiales y una biblioteca privada.
El 27 de diciembre de 1919, se estableció en la ciudad el poder soviético. La República Socialista Soviética de Ucrania estableció la gobernación de Donetsk, que el 12 de octubre de 1920 transfirió su capital a Bajmut y para 1921 controlaba toda la región. En 1923, había 36 empresas en Bajmut, entre ellas una fábrica de piezas de fundición para la agricultura, minas de sal y una fábrica de zapatos. En 1924, el nombre de la ciudad fue cambiado de a Artiómovsk, en honor a "Artiom" (del ruso: Артём), Fiódor Serguéyev, un bolchevique ruso, líder de la República Soviética de Donetsk, que vivió y trabajó en la ciudad en los primeros años de la revolución.
Entre el 31 de octubre de 1941 y el 5 de septiembre de 1943, las tropas nazis ocuparon Artiómovsk. 
Desde 1951, la ciudad cuenta con la Bodega Artémivsk, una gran planta productora de vinos espumosos y champaña, cuyo ciclo de producción se realiza bajo tierra a una profundidad de más de 72 m, en los túneles de antiguas minas de sal. En 1954, se estableció una fábrica de metales no ferrosos y desde 1964, funciona el Instituto de Investigación Científica de la Industria de la Sal (VNIIsoly), ahora UkrNIIsoly.

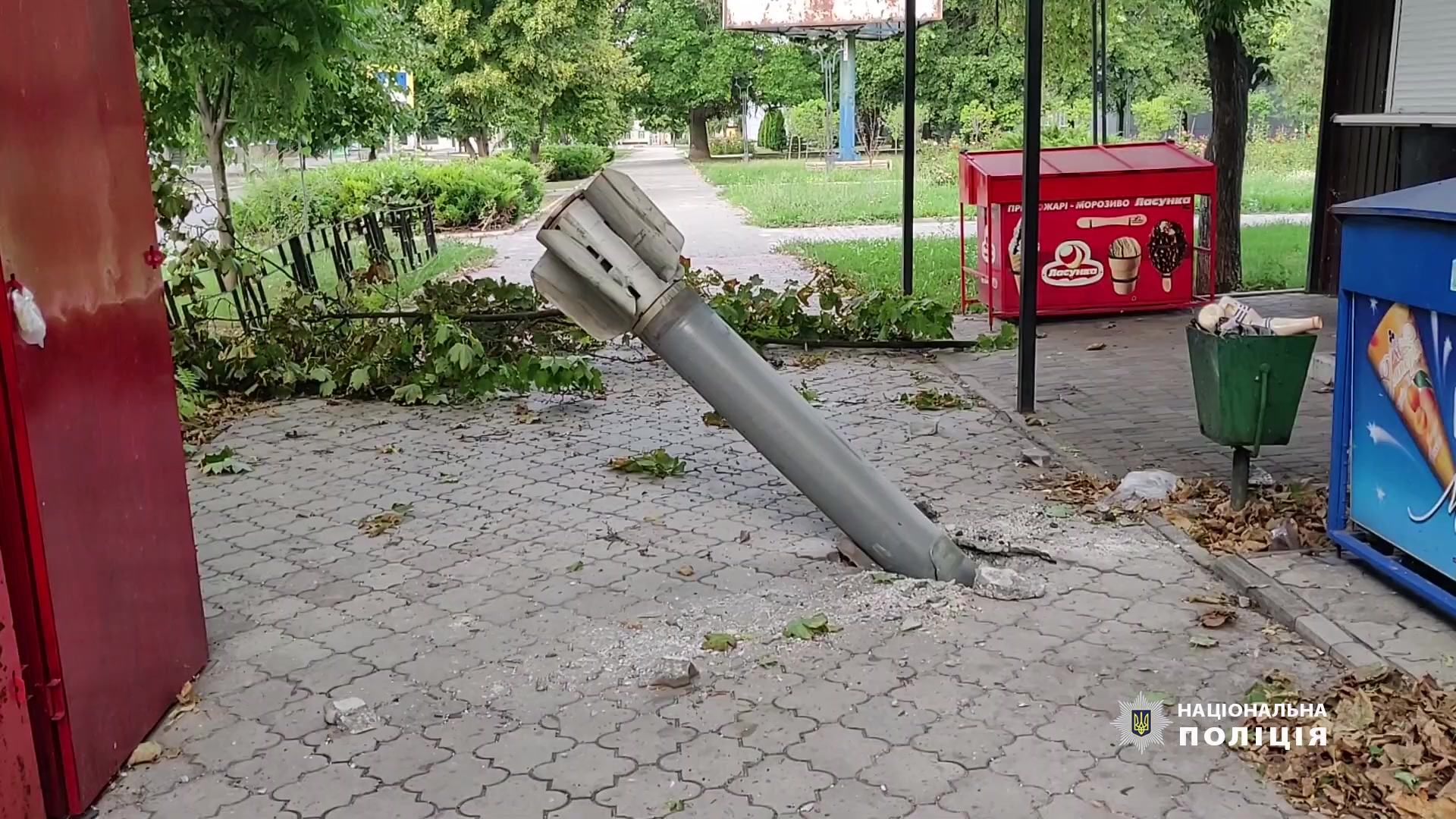
Misil en la calle después de un bombardeo ruso

Durante las protestas prorrusas de 2014 en Ucrania, los separatistas prorrusos de la República Popular de Donetsk reclamaron la ciudad de Bajmut como parte de su territorio y trataron de hacerse con el control de la ciudad. Las fuerzas ucranianas recuperaron la ciudad, junto con Druzhkivka, el 7 de julio de 2014 tras un enfrentamiento con los separatistas.

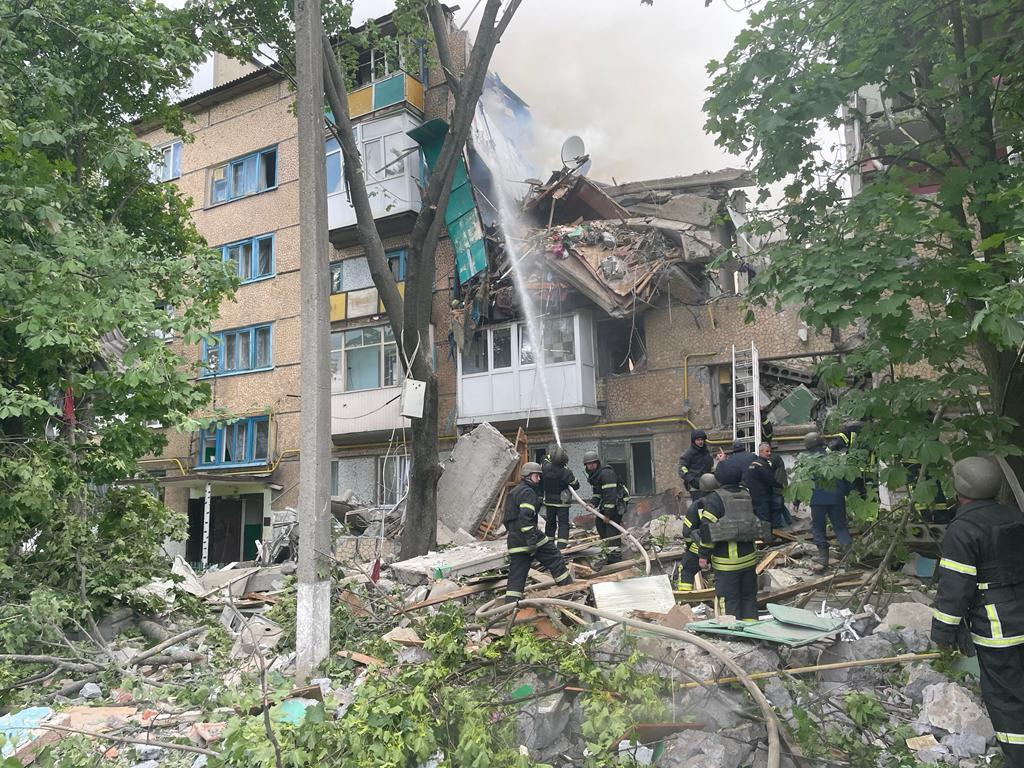
Bajmut tras un bombardeo ruso

Tras la invasión rusa de Ucrania (2022), en mayo la línea del frente se acercó a la ciudad y comenzaron los bombardeos de artillería y aire. De los 73.000 habitantes de Bajmut antes del comienzo de la guerra a gran escala, poco más de 20.000 permanecían en la ciudad a mediados de mayo. Tras tomar Severodonetsk y Lisichansk, el ejército ruso avanzó hacia la línea fortificada situada en Bajmut y había tratado sin éxito de atacar la ciudad. En agosto comenzó la batalla propiamente dicha por el control de la ciudad y sus alrededores.
En enero de 2023 el gobernador militar regional, ucraniano, indicó que el 60% de Bajmut habría sido destruida durante combates.En mayo de 2023 fue tomada por fuerzas rusas aunque luego del retiro de las tropas de PMC Wagner en junio de 2023 una contraofensiva ucraniana está en curso con el objetivo de rodear la ciudad.

## Demografía
La evolución de la población de Bajmut entre 1703 y 2013 fue la siguiente:
| 19 400                                                        | 28 256 | 37 400 | 55 409 | 60 626 | 82 342 | 87 084 | 90 279 | 82 916 | 77 620 |
| (Fuente: Cities & Towns of Ukraine y UKRAINE: Größere Städte) |        |        |        |        |        |        |        |        |        |

Según el censo de 2001, el 49,4% de la población son ucranianos, el 47,5% son rusos y el resto de minorías se dividen en bierlorrusos (0,6%) y armenios (0,3%), principalmente. En cuanto al idioma, la lengua materna de la mayoría de los habitantes, el 71,07%, es el ruso; del 27,61% el ucraniano; del 0,15% el romaní y del 0,1% el bielorruso.

## Economía
La mina de sal de Artyomsol está ubicada en el suburbio de Soledar, que contiene la sala subterránea más grande del mundo. Ésta es lo suficientemente grande como para que haya un globo aerostático flotando en su interior o para que quepa Notre Dame con espacio de sobra. Además aquí se han tocado sinfonías y también se han celebrado dos partidos de fútbol profesional al mismo tiempo. 
La ciudad alberga la empresa más grande de Europa del Este para la producción de vinos espumosos por el método clásico de la botella, la bodega Bajmut europea, fundada en 1951.

## Infraestructura

### Educación
Hay 20 escuelas (con 11.600 estudiantes aproximadamente), 29 jardines de infancia, 4 escuelas de formación profesional, 2 escuelas técnicas con 6000 estudiantes) y varias escuelas de música. 
Después del estallido de la guerra del Dombás de 2014, el Instituto de Idiomas Extranjeros de Jórlivka fue evacuado y ahora opera en Bajmut.

### Transporte
Las autovías Járkov-Rostov y Donetsk-Kiev pasan por Bajmut. La ciudad tiene un sistema de transporte público que consiste en una red de trolebuses y buses.

## Personas ilustres
- Borís Verlinski (1888-1950): ajedrecista judío que era sordo y fue uno de los mejores jugadores soviéticos de la década de 1920.
- Sam Spewack (1899-1971): dramaturgo, libretista y guionista estadounidense.
- Larisa Shepitko (1938-1979): directora de cine, guionista y actriz soviética, considerada una de las mejores directoras de todos los tiempos con su película La ascensión.

## Galería

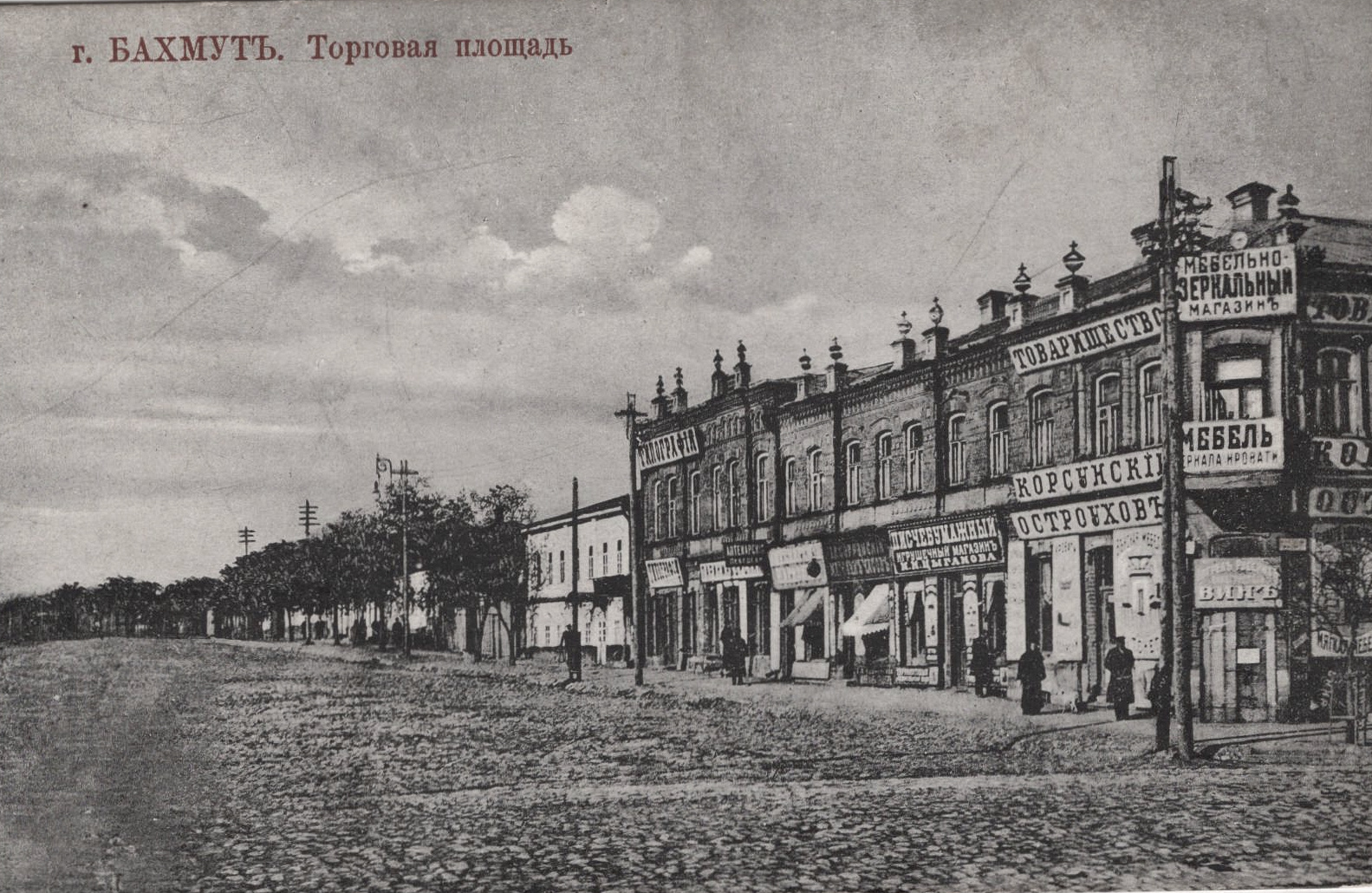
Vista de Bajmut (1911)
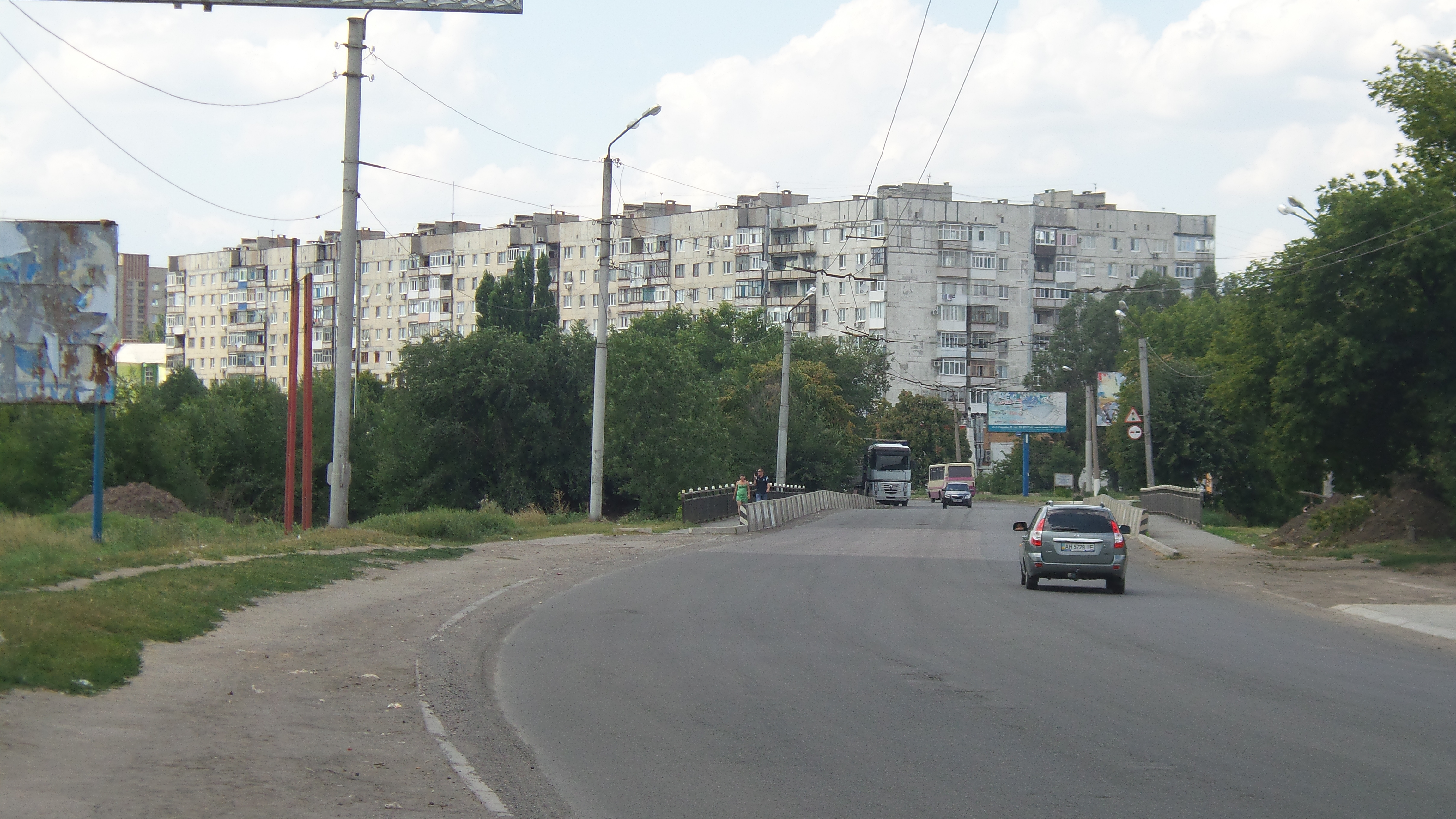
Microdistrito
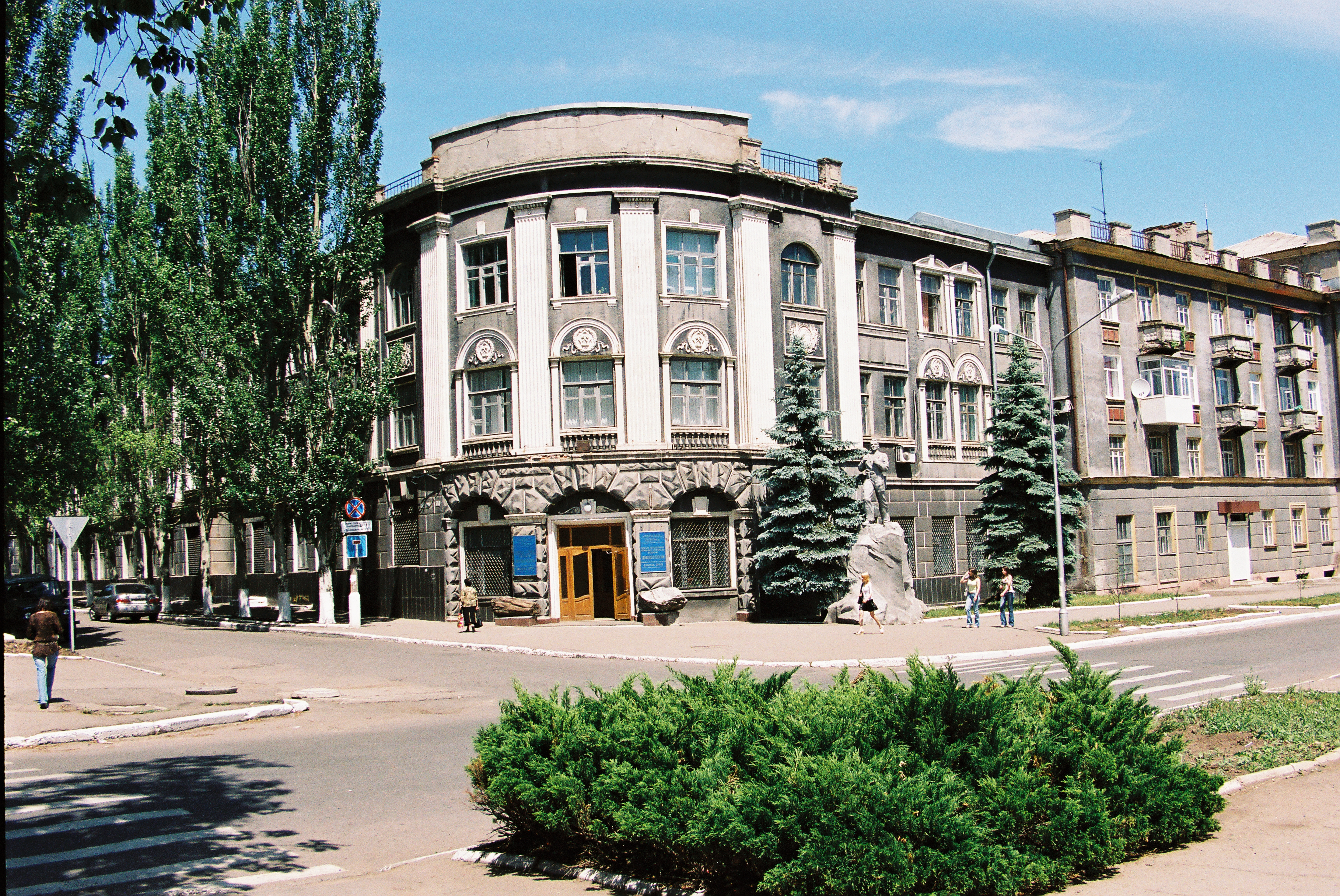
Centro de Bajmut
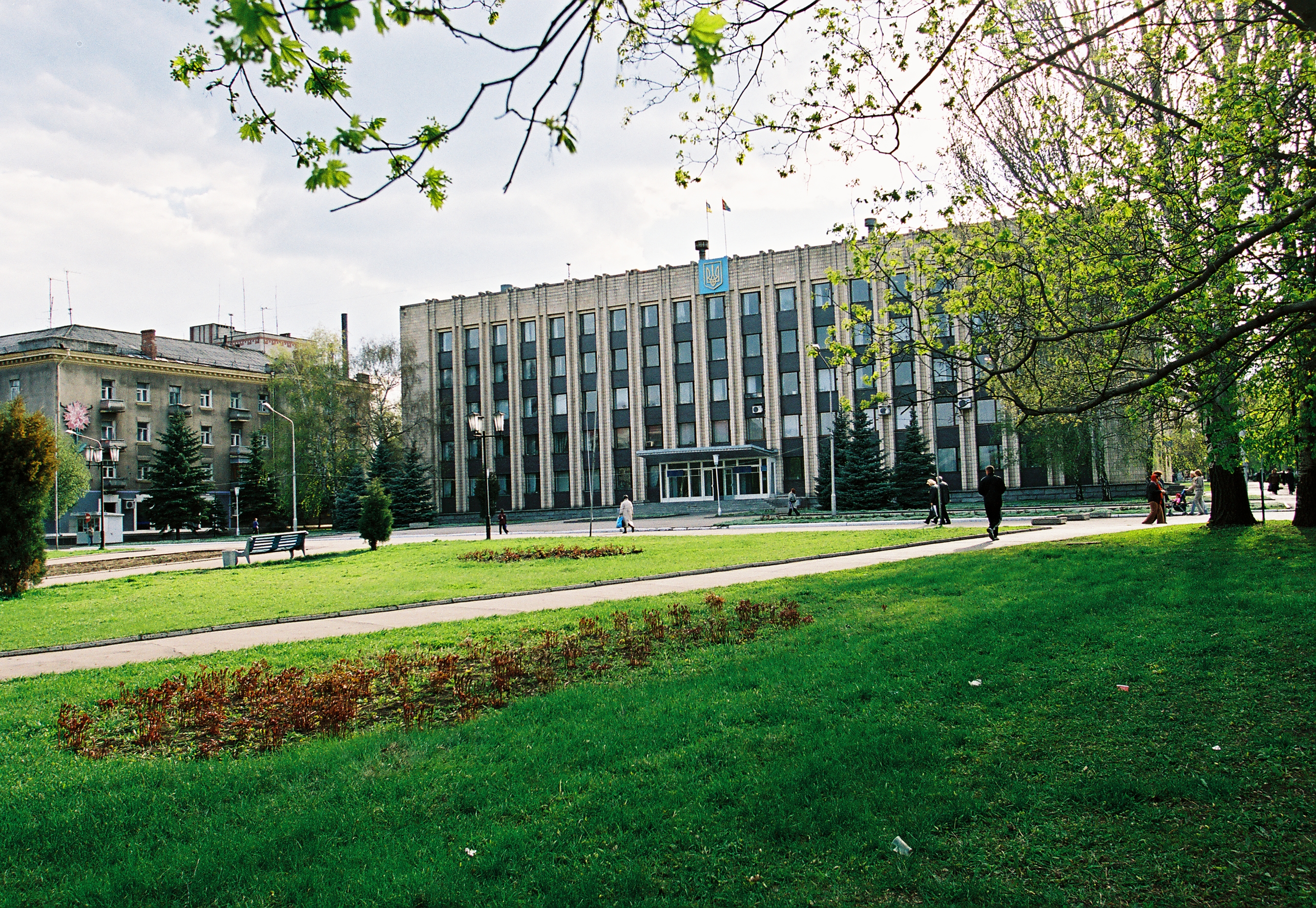
Ayuntamiento de la ciudad
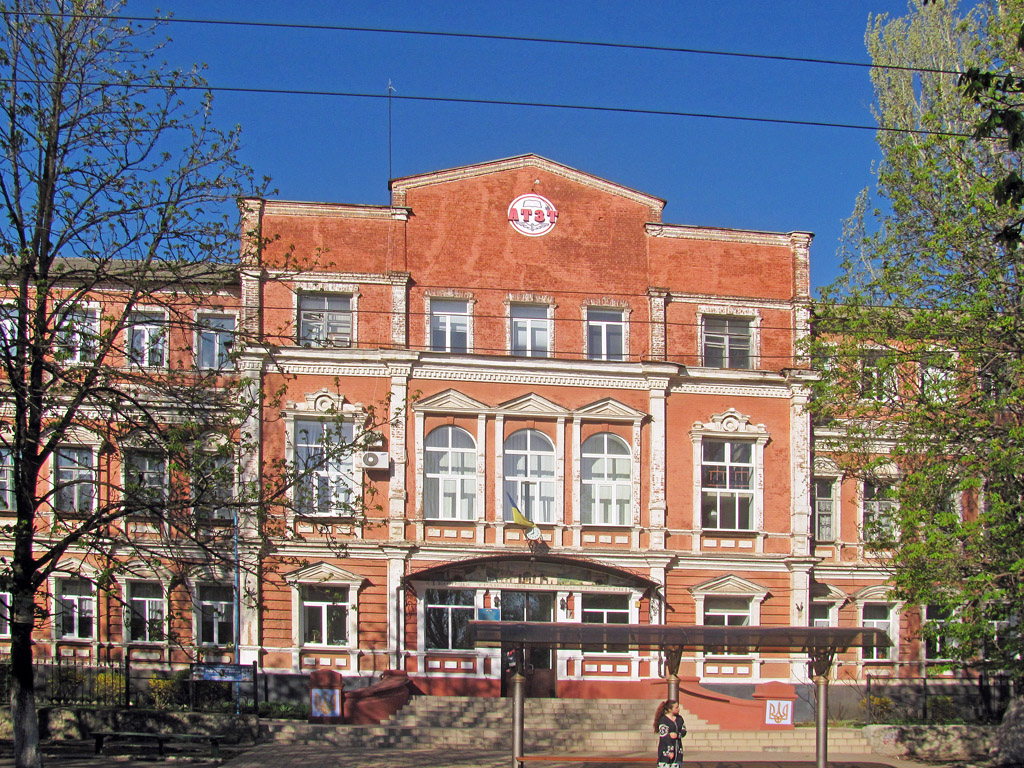
Instituto Ferroviario de la ciudad
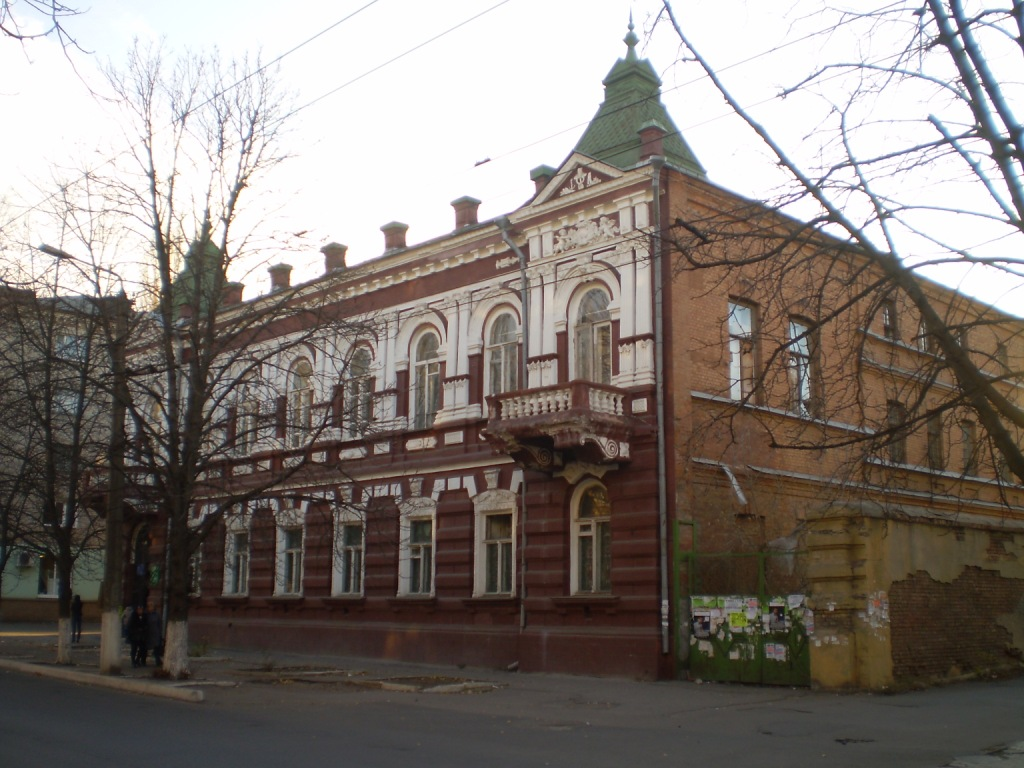
Antiguo banco Putilov
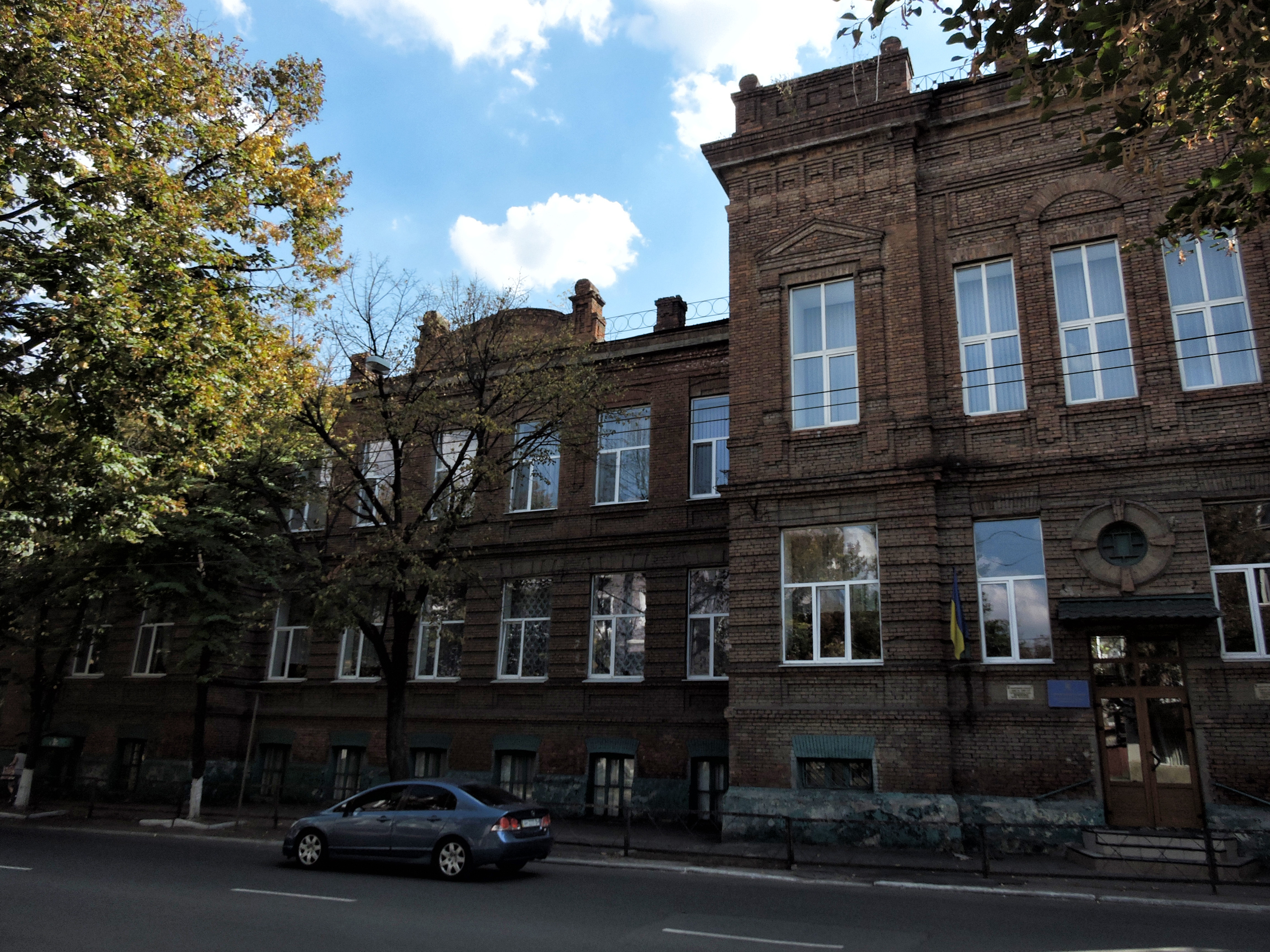
Escuela en la ciudad
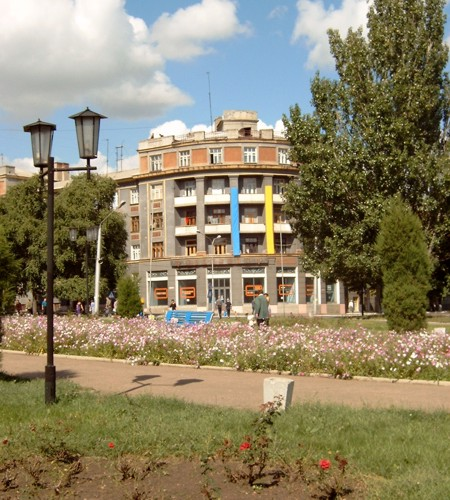
Plaza de la Libertad de Bajmut
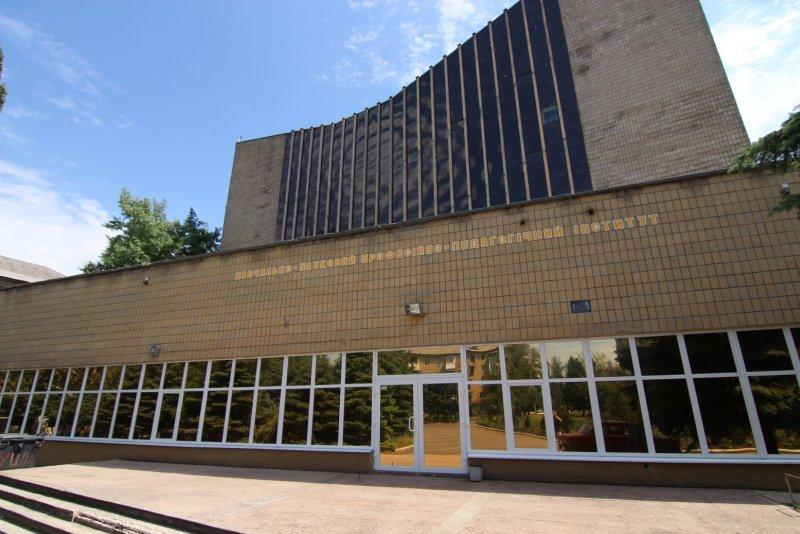
Instituto de Iniciación y Ciencias del Instituto Profesional y Pedagógico de Bajmut
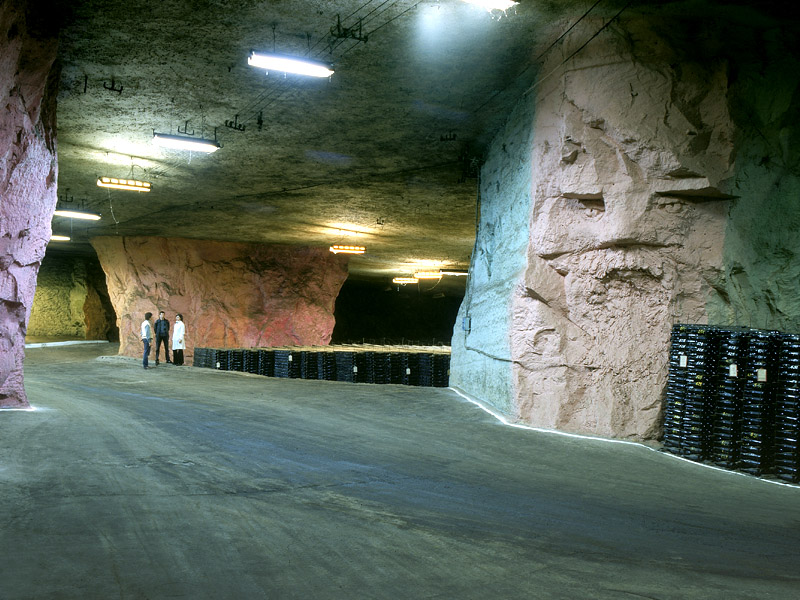
Bodegas de champaña
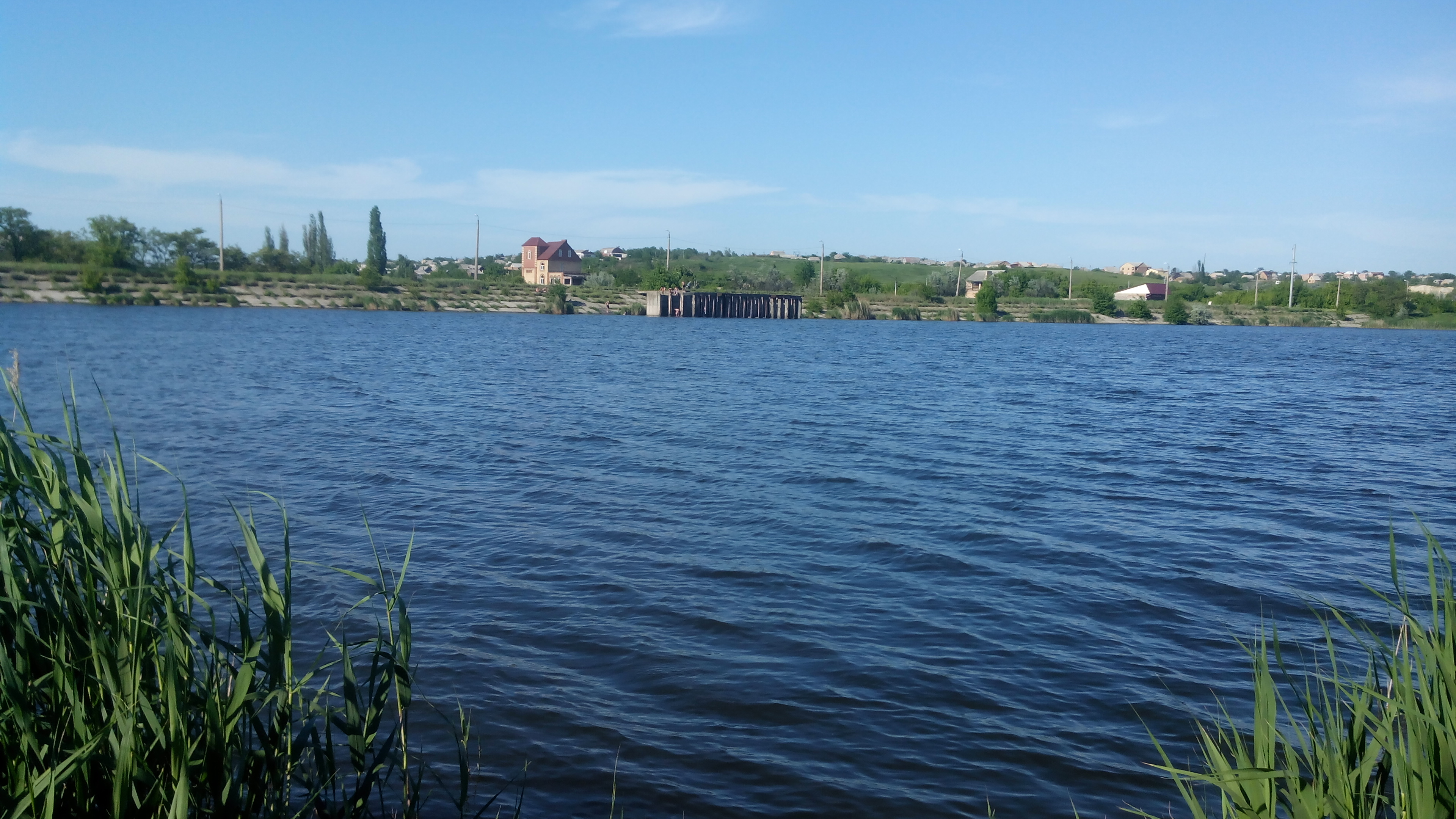
Río Bajmutka
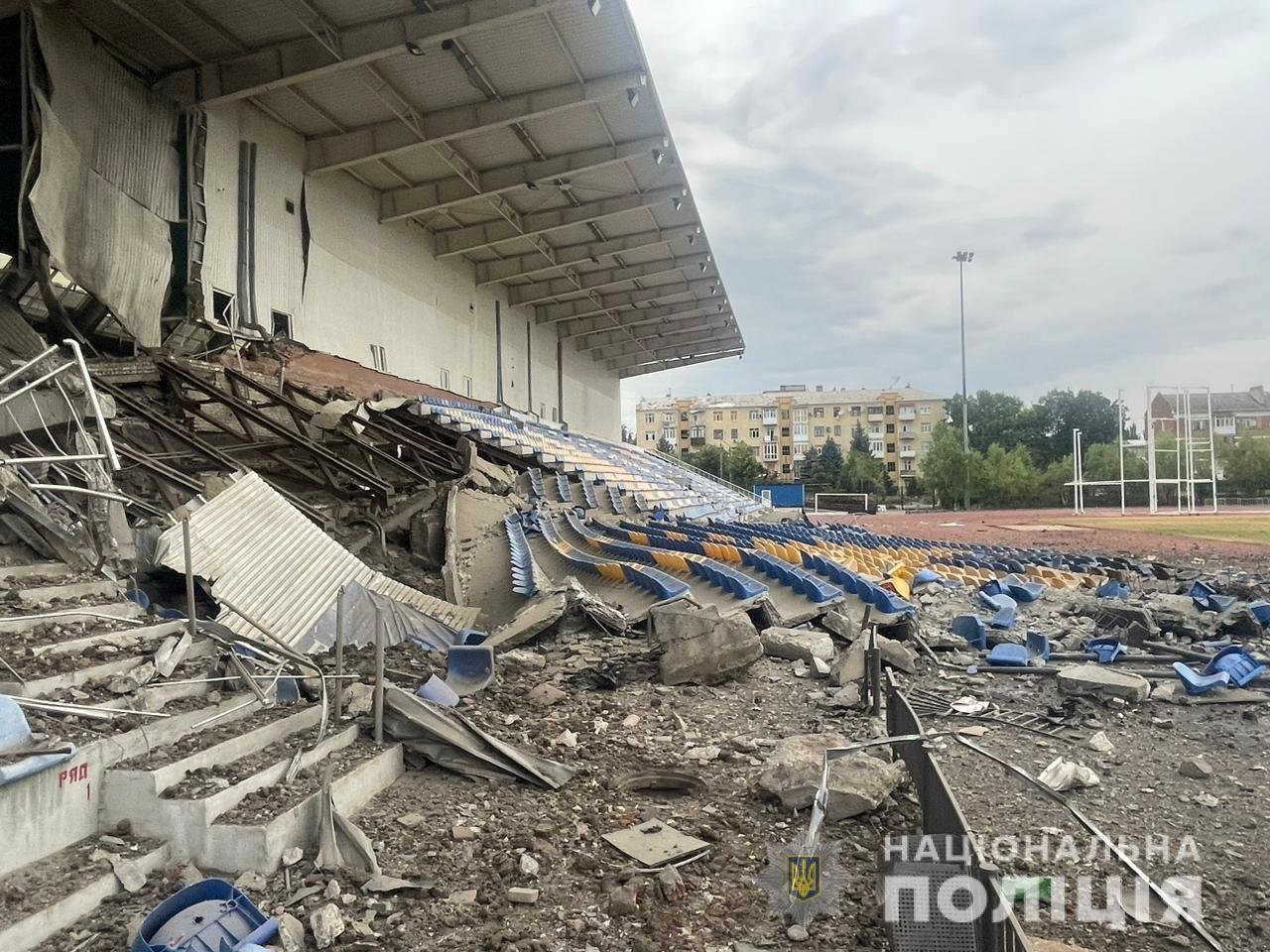
Estadio «Metalurh» en la ciudad
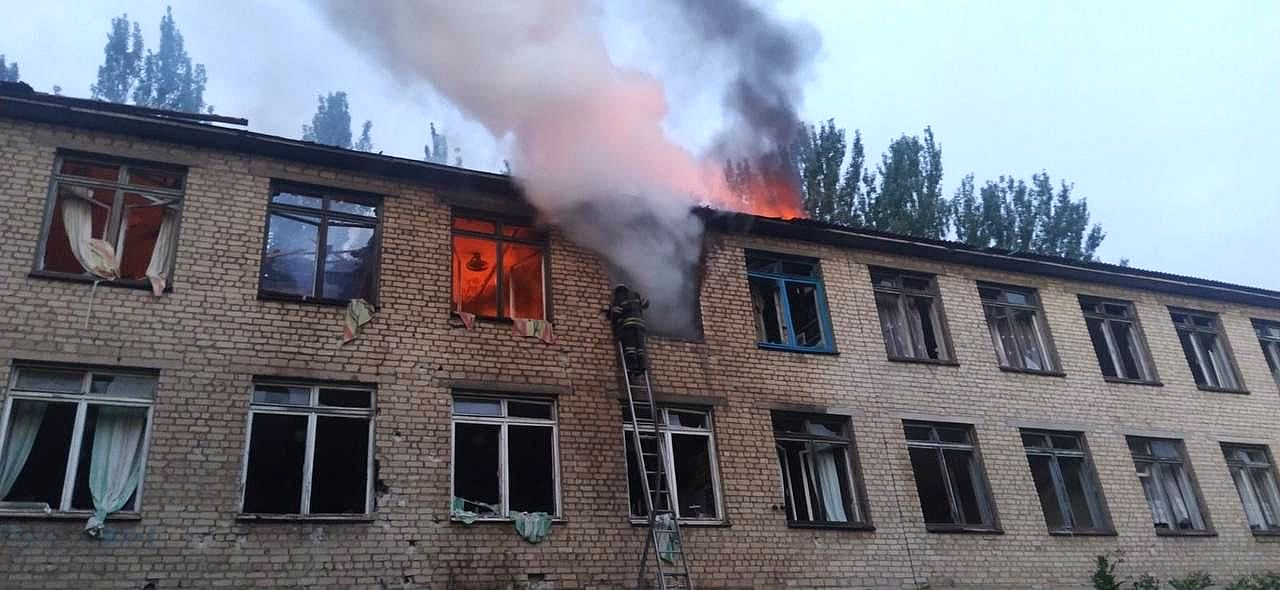
Colegio Industrial de la ciudad